# Par.ti.ta
Par.ti.ta est une œuvre de musique de chambre pour violon seul de la compositrice Lera Auerbach.

## Contexte et création
Par.ti.ta prend pour modèle les partitas de Jean-Sébastien Bach. C'est une commande du Bachwoche Ansbach (en). La dédicace de l'œuvre va au violoniste Vadim Gluzman.

## Structure
L'œuvre comprend dix mouvements :
1. Prelude: Adagio libero
2. Moderato
3. Andantino scherzando
4. Serioso
5. Adagio
6. Vivo scuro
7. Adagio tragico
8. Grave
9. Allegro ossessivo
10. Postlude: Adagio

## Analyse
Chaque mouvement est une forme de danse, présentant des figure et des motifs utilisés dans le processus de composition de Jean-Sébastien Bach mais il n'est jamais cité textuellement. Si le premier est un prélude interrogatif, le second mouvement est autoritaire, mais les dissonances de micro-intervalles viennent amoindrir cette autorité. Le troisième mouvement se transforme en une danse légère et ombrageuse. L'atmosphère est incertaine, mais atténuée par l'andantino scherzando à l'humour sardonique, qui laisse place à un ballet dont l'écriture en pizzicato laisse à sourire. Dans le mouvement suivant, noté Serioso, les arrêts se font pesants et les intervalles mélodiques de plus en plus importants. L'Adagio qui suit se fait remarquer par son silence autant que par ses motifs musicaux. Le Vivo scuro est le plus rapide des mouvements, que suit l'Adagio tragico. Le Grave a des allures de chaconne imposante, qui n'est pas sans laisser penser à celle en ré mineur de Jean-Sébastien Bach. L'Allegro ossessivo est brutal et saccadé, dans un mouvement court et explosif. Le Postlude est en accord de pizzicato aux réponses angoissées dans l'aigu.